# Понтекио Полезине
Понтекио Полезине (итал. Pontecchio Polesine) је насеље у Италији у округу Ровиго, региону Венето.
Према процени из 2011. у насељу је живело 1603 становника. Насеље се налази на надморској висини од 2 м.

## Становништво
Према резултатима пописа становништва 2011. у општини је живело 2.078 становника.
| 1931. | 1936. | 1951. | 1961. | 1971. | 1981. | 1991. | 2001. | 2011. |
| ----- | ----- | ----- | ----- | ----- | ----- | ----- | ----- | ----- |
| 2.199 | 2.385 | 2.633 | 1.811 | 1.684 | 1.518 | 1.372 | 1.516 | 2.078 |